# 王洪光 (1949年)
王洪光（1949年8月—），山东省新泰市人，中国人民解放军中将，原南京军区副司令员。其父为开国少将王建青，前岳父则为原空军政委、开国少将高厚良。
1968年入伍。曾在总参谋部任职，担任过总参兵种部装甲兵局局长、总参兵种部副部长等。1996年晋升为少将。1998年2月出任装甲兵工程学院院长。2002年9月起任中国人民解放军总装备部通用装备保障部部长。2005年12月起任南京军区副司令员。2007年7月晋升为中将。2012年12月退役。

## 观点

### 朝鲜损害中国利益
2014年12月，王洪光曾在《环球时报》撰文，指出朝鲜的诸多行径损坏中国的利益，绝非中国的“战略屏障”，认为“朝鲜早就放弃了以马克思列宁主义作为建党的指导思想，在意识形态上与中国没有任何相同之处”。同时主张朝鲜如果一意孤行，中国没必要为其负责，“朝鲜真要崩溃，中国也救不了它”。

### 张灵甫是败将
2015年1月，王洪光為《環球時報》撰文，称張靈甫除去「抗日」，算不上什麼名將，只能說是解放軍的「手下敗將」，並宣稱國軍「消極抗戰」無法粉飾，中共敵後戰場才是抗日主戰場，引发争议。

### 美在台部署萨德将武统
2017年3月，在第十二届全国政协第五次会议开幕后，王洪光接受记者采访时透露“美国在台湾部署萨德之日，就是我们解放台湾之日”，時間必定就在2020年之前，而且解放軍幾個小時就能摧毀衡山指揮所。该言论随即成为媒体舆论焦点。
随后，解放军官方网站中国军网发表评论称“对王洪光委员的讲话，不必大惊小怪，也不必过度解读，他不是军队的新闻发言人，可以理解是他个人的观点。对他的话也不能掐掉前提、断章取义，只抛出部分观点来瞎议论、乱炒作。”“如果正像王洪光委员所说的，美台在台部署进攻性武器，包括具有战略进攻性的萨德系统，且不说美国的用意如司马昭之心，我们要问的是台湾当局想干什么？你玩火自焚，挑衅大陆，如果还对你听之任之，那还有什么尊严？还有什么威慑？那样置中华民族的利益于何地？”

### 攻台仅三天
2018年3月，美國國會通过《台湾旅行法》。王洪光为此在环球网发表《“六战一体”武统台湾》，表示中國不放棄武統台灣，解放軍將在這一戰全滅台獨，令台獨心驚膽戰，台獨求饒也沒用，武統台灣沒難度。并打算撰写《“六戰一體”武統台灣》《攻下台灣只要三天》《“台独”哪里逃》等文。但其他學者稱，他僅有用詞正確，似乎實操內容與解放軍教戰手冊內容有所出入，而且內文省略了大量細節，對野牛登陸船的性能指標也出現錯誤。

## 家庭
- 父親：王健青（1911年3月21日 - 1991年9月6日），中国人民解放军开国少将。
- 母親：郭立前（1918-1986），山东新泰人；與王建青育有1女5子；
- 前妻：高燕燕，开国少将高厚良之女，畢業於西安第四軍醫大學；獲美國華盛頓的美利堅大學管理學碩士學位。曾任黑石顧問業務部（Blackstone Advisory Partners）董事总经理；2015年加入Comprador擔任董事總經理；[11]高燕燕夫婦育有1子，2005年王洪光、高燕燕夫婦離婚。王洪光後來再婚。

## 著作
- . 南京江蘇: 江苏教育出版社. 2011  [2019-12-22]. ISBN 9787549910335. （原始内容存档于2020-10-08） （中文）.